# The Georgian Hotel
 (octobre 2020).
The Georgian Hotel est un hôtel américain situé à Santa Monica, en Californie. Il est installé dans un bâtiment construit en 1931 et classé City of Santa Monica Designated Historic Landmark depuis le 22 février 1995.